# Physikalische Zeitschrift
Physikalische Zeitschrift (« Journal de physique ») était un périodique scientifique de physique en langue allemande qui fut publié de 1899 à 1945 par la société S. Hirzel Verlag. Plusieurs articles d'une grande importance historique ont paru dans ses pages, notamment l'article d'Albert Einstein Entwicklung unserer Anschauungen über das Wesen und die Konstitution der Strahlung (Sur le développement de nos vues sur la nature et la constitution des radiations), dans lequel il publie pour la première fois la formule E=mc2. Plusieurs physiciens renommés en ont été l'éditeur, dont Peter Debye.